# Mount Ossa
Mount Ossa je s nadmořskou výškou 1617 m nejvyšší horou Tasmánie.
Mount Ossa se nachází v centrální části australského spolkového státu Tasmánie v národním parku Cradle Mountain-Lake St Clair National Park. Národní park má rozlohu 1612 km² a je součástí světového dědictví UNESCO. Hora je relativně lehce přístupná, jen přímo u vrcholu je nutné překonat několik skal. Počasí na kopci je velice proměnlivé, zimě je velice větrno a je období se sněhovou pokrývkou. Sníh je zde od května do října, i mimo toho období však může sněžit. Nejlepší období na výstup je v létě, počasí je méně extrémní. Za svou neporušenou přírodu region vděčí rodáku z Rakouska Gustavovi Weindorferovi. Díky jeho snaze byl dne 16. května 1922 založen národní park v okolí hory.